# Aeropuerto Internacional de Punta del Este
El Aeropuerto Internacional Capitán de Corbeta Carlos A. Curbelo de Laguna del Sauce, también conocido comercialmente como Aeropuerto Internacional de Laguna del Sauce y mal llamado como Aeropuerto Internacional de Punta del Este(IATA: PDP, OACI: SULS) es un aeropuerto situado sobre la Laguna del Sauce, departamento de Maldonado, Uruguay, unos 20 km al noroeste de la península de Punta del Este. La pista principal tiene un largo de 2133 m y 45 m de ancho, y es capaz de recibir aviones de mediano porte, como los Boeing 737 y el Airbus 320.

## Historia
En 1946 la Armada comenzó a estudiar la posibilidad de establecer una base aeronaval sobre la Laguna del Sauce. El predominio militar de la nación se encontraba fuertemente vinculado a su capacidad para desarrollar y operar eficazmente los gigantescos hidroaviones. Los informes técnicos determinaron que una base ubicada sobre la Laguna del Sauce aseguraría a Uruguay el dominio de la costa que se extendía desde Montevideo hasta el Arroyo Chuy. Es así que se expropian los terrenos de La Base Aeronaval N.º 2, para uso de la Armada Nacional, como base Aeronaval, esta fue nombrada Capitán de Corbeta Carlos Curbelo, Jefe del Servicio Aeronáutico de la Armada, quien había fallecido en operación en 1942.
Está fue de uso exclusivo militar hasta la mediados de los 80, donde se permite el uso por aeronaves civiles únicamente para re aprovisionamiento, a principio de la década del 90 se autoriza el embarco y desembarco de pasajeros. En el año 91, al no disponer de los recursos económicos necesarios para asegurar el mantenimiento del Aeropuerto, ni tampoco para refaccionar las instalaciones que se venían utilizando desde la década de 1950, el gobierno en funciones llamó a licitación pública internacional para adjudicar la explotación y el mantenimiento, por en régimen de concesión de obra pública de la terminal aérea.
El contrato de concesión de obra pública fue firmado el 9 de diciembre de 1991. Consorcio Aeropuertos Internacionales S.A. comenzó a operar la terminal aérea de Punta del Este el 24 de diciembre de 1993. Haciéndose cargo a partir de ese momento de la prestación de la totalidad de los servicios, debiendo retornar el mismo a la Armada Nacional una vez finalizado el plazo de concesión.

## La concesión
Consorcio Aeropuertos Internacionales S.A. desde 1993 estaba integrado por cinco empresas, de orígenes uruguayo, argentino y canadiense, las que se ocupan de las operaciones de tierra y aire. A partir de enero de 2008 Corporación América se adjudicó el 100% de la empresa, administrándola desde esa fecha. 

## Las obras de ingeniería aeroportuaria
Sin afectar la operativa de la terminal que se mantenía en funcionamiento, se inició la construcción del nuevo aeropuerto. Un consorcio integrado por empresas españolas y uruguayas fue seleccionado por Consorcio Aeropuertos Internacionales S.A. para desarrollar los trabajos de infraestructura aeroportuaria.
La pista tradicional de Laguna del Sauce fue completamente remozada, repavimentada y equipada con tecnología de última generación. A ella se le añadió la nueva gran pista 08-26, de 2.133 m de extensión y 45 m de ancho y equipada con modernos sistemas de ayudas visuales de origen belga ALS, PAPI y REIL.
El aeropuerto es ahora capaz de albergar a más de cinco Boeing 737 simultáneamente. A ello se le sumó una segunda plataforma, de más de 5 ha, destinada al tráfico de aviones de pequeño porte, vuelos ejecutivos y taxis aéreos.
Se sumó un amplio estacionamiento capaz de albergar a 600 vehículos y dotado de un moderno sistema de control de accesos.
Además se realizó la construcción de una nueva Escuela de Aviación Naval, un amplio hangar, una plataforma y sus taxiways, de acuerdo a las condiciones del llamado.

## La nueva terminal
El nuevo edificio terminal del nuevo Aeropuerto Internacional de Punta del Este fue diseñado por el arquitecto uruguayo Carlos Ott, el proyecto fue desarrollado en tres plantas.
La construcción de la estructura moderna fue encomendada al consorcio integrado por Hochtief Aktiengesellschaft, una compañía alemana de liderazgo mundial que ya tuvo a su cargo la construcción de los aeropuertos de Fráncfort, Stuttgart, Varsovia, Budapest y Riad.
Techint Saci de Uruguay, una empresa cuya trayectoria se asocia a algunos de los más importantes emprendimientos del país, también participó en la construcción.
En su interior, el nuevo edificio terminal posee una galería con capacidad para 25 locales comerciales.
A ello se suma un restaurante y un free-shop, que conecta las dos naves del edificio. 
Asimismo, la terminal cuenta con una sala VIP, decorada por el arquitecto Ott y dotada de mobiliario italiano.

## Estadísticas
En 2020 se realizaron 580 vuelos y se registró un movimiento de 51 751 pasajeros. Fue una disminución de un 70% de vuelos y un 67% de pasajeros con respecto al año anterior.
Aerolíneas Argentinas fue la aerolínea con mayor cantidad de pasajeros transportados, con 20 467 pasajeros, y la aerolínea que realizó la mayor cantidad de vuelos en el año, con 214 vuelos.

## Aerolíneas y destinos

### Destinos internacionales
| Ciudades por países | Nombre del aeropuerto                           | Aerolíneas            |
| América del Sur     | América del Sur                                 | América del Sur       |
| ------------------- | ----------------------------------------------- | --------------------- |
| Argentina           |                                                 |                       |
| Buenos Aires        | Aeroparque Jorge Newbery                        | Aerolíneas Argentinas |
| Brasil              |                                                 |                       |
| Campinas            | Aeropuerto Internacional de Campinas            | Azul (Estacional)     |
| São Paulo           | Aeropuerto Internacional de São Paulo-Guarulhos | Azul                  |
| Chile               |                                                 |                       |
| Santiago de Chile   | Aeropuerto Internacional Arturo Merino Benítez  | LATAM (Estacional)    |
| Paraguay            |                                                 |                       |
| Asunción            | Aeropuerto Internacional Silvio Pettirossi      | Paranair (Estacional) |

## Destinos cesados
| Ciudad            | Aeropuerto                                              | Aerolíneas |
| ----------------- | ------------------------------------------------------- | --- |
| Argentina         |                                                         | |
| Buenos Aires      | Aeroparque Jorge Newbery                                | PLUNA, BQB Líneas Aéreas, Alas Uruguay, Amaszonas Uruguay, Uair, Sol Líneas Aéreas, Aerovip, Andes Líneas Aéreas, Avianca Argentina, LAPA, American Falcon, Flybondi |
| Buenos Aires      | Aeropuerto Internacional Ministro Pistarini             | PLUNA, BQB Líneas Aéreas, Aerolíneas Argentinas, TAM Mercosur |
| Buenos Aires      | Aeropuerto El Palomar                                   | PLUNA, BQB Líneas Aéreas, Flybondi |
| Córdoba           | Aeropuerto Internacional Ing. Ambrosio Taravella        | Sol Líneas Aéreas, Southern Winds, Flybondi, Austral Líneas Aéreas,                                                                                                  |
| Mendoza           | Aeropuerto Internacional Gobernador Francisco Gabrielli | BQB Líneas Aéreas |
| Rosario           | Aeropuerto Internacional Rosario Islas Malvinas         | Sol Líneas Aéreas, Austral Líneas Aéreas |
| Brasil            |                                                         | |
| Porto Alegre      | Aeropuerto Internacional Salgado Filho                  | PLUNA, BQB Líneas Aéreas, Gol Linhas Aéreas |
| Río de Janeiro    | Aeropuerto Internacional Galeao                         | PLUNA |
| São Paulo         | Aeropuerto Internacional Guarulhos                      | PLUNA, Gol Linhas Aéreas |
| Campinas          | Aeropuerto Internacional de Campinas                    | Azul Linhas Aéreas Brasileiras |
| Chile             |                                                         | |
| Santiago de Chile | Aeropuerto Internacional Arturo Merino Benítez          | PLUNA, Sky Airline |
| Paraguay          |                                                         | |
| Asunción          | Aeropuerto Internacional Silvio Pettirossi              | BQB Líneas Aéreas, Amaszonas Uruguay |